# Alfonso López Michelsen
 (décembre 2009).
Si vous disposez d'ouvrages ou d'articles de référence ou si vous connaissez des sites web de qualité traitant du thème abordé ici, merci de compléter l'article en donnant les références utiles à sa vérifiabilité et en les liant à la section « Notes et références ».
Pour les articles homonymes, voir López, Alfonso López et Pumarejo.
Alfonso López Michelsen (né le 30 juin 1913 à Bogota en  Colombie et mort le 11 juillet 2007  dans la même ville) est un homme d'État et juriste colombien. Président de la république de Colombie de 1974 à 1978.

## Biographie
Fils de l'ancien  président libéral Alfonso López Pumarejo et de María Michelsen, Alfonso López Michelsen a suivi ses premières études au Lycée moderne de Bogota. Il est ensuite parti étudier en Europe, d'abord au collège Saint-Michel de Bruxelles, puis au Lycée français de Londres et enfin en France, à Lille, où il obtient son diplôme du baccalauréat. Il reçoit ensuite le titre d'avocat au Collège Nuestra Señora del Rosario, avec une thèse sur « La possession inscrite ». Il se spécialise ensuite, à l'Université de Santiago du Chili dans le « Código Bello », puis à l'université de Georgetown, à Washington, en Droit Public et Constitutionnel. Il achève ses études en 1938 en recevant le titre de docteur en jurisprudence du Collège del Rosario, avec une thèse sur « La possession dans le Código de Bello ».
Le 23 septembre 1938, il se marie avec Cecilia Caballero Blanco, avec laquelle il aura trois fils : Alfonso, Juan Manuel et Felipe.
Cette même année, il obtient sa première charge publique en étant élu conseiller municipal d'Engativá, en même temps qu'Álvaro Gómez Hurtado et Julio César Turbay Ayala (qui lui succèdera à la présidence en 1978). Sa condition de fils d'un ancien président de la République sera un obstacle à sa carrière politique, car ses interventions dans la politique colombienne seront toujours marquées du sceau de la contradiction.
Obligé de se tenir à l'écart de la politique, il obtient la chaire de Droit Constitutionnel dans les universités Nationale, Libre et au Collège del Rosario.
En septembre 1952, la maison de son père à Bogota est incendiée. Il doit s'exiler, ainsi que toute sa famille au Mexique, où il vivra huit ans. Durant cette période, il écrivit une « Introduction à l'étude de la Constitution de Colombie », « Les origines calvinistes de nos institutions », ainsi qu'un roman « Les Élus », publié au Mexique par les éditions Guaranía en 1953, sur le pouvoir qu'exerce une classe privilégiée dans le gouvernement d'un pays et les conséquences de cette domination. Le roman fut porté à l'écran dans une coproduction soviéto-colombienne.
À son retour en Colombie en 1960, López Michelsen fonde le « Movimiento Revolucionario Liberal » (MRL), comme l'expression d'une révolte et afin de  protéger le libéralisme des risques qu'implique la restauration du bipartisanisme dans le pouvoir. Cette même année, pour sa première apparition comme parti politique, le MRL obtient 354 560 voix lors des élections à la Chambre des Représentants, et López est élu dans la circonscription de Cundinamarca, pour la période 1960-1962. En 1962, bien que constitutionnellement le tour revenait à un candidat conservateur, López Michelsen s'est porté candidat à la présidence de la République, mais c'est Guillermo León Valencia qui fut élu. Ce type d'attitude a entrainé de graves dissensions dans le camp libéral.
Après avoir effectué la réunification des libéraux, durant le gouvernement de Carlos Lleras Restrepo, López Michelsen accepta d'être le premier gouverneur du nouveau département de Cesar, entre 1967 et 1968. Il sera ensuite ministre des Relations extérieures entre 1968 et 1970, période qui vit la création du Groupe régional andin et l'étude des réformes à apporter à la Constitution de l'Organisation des Nations unies (ONU). Sa présence dans un gouvernement de Front national fut très significative, alors qu'il s'était opposé à la politique d'alternance au pouvoir.
En 1973, son nom fut proposé à la Convention Libérale pour être considéré comme un candidat potentiel à la Présidence de la République pour la période 1974-1978.
Au terme d'un conflit avec Carlos Lleras Restrepo, qui souhaitait obtenir sa réélection, dont López sortit vainqueur, il fut élu par la Convention comme candidat officiel. Face au candidat conservateur Alvaro Gómez Hurtado, il est élu président de la République avec 2 929 719 voix. Dans son discours d'investiture, le 7 août 1974, il promet au pays de réduire la fracture entre la population paysanne et celle des villes, de travailler pour améliorer la situation des plus pauvres et de promouvoir le changement. Ce fut le thème principal de sa campagne électorale, qu'il appela le « mandat clair ».
Pendant son administration, López Michelsen a décrété l'urgence économique pour corriger le déficit budgétaire, instaurant un contrôle strict des dépenses des institutions décentralisées, décidant l'élimination des subventions et la réduction du certificat d'Abonnement Tributaire (CAT). Il a réalisé une réforme fiscale importante et créé un impôt sur les gains exceptionnels. L'investissement public s'est accru de 61 % et les exportations ont été augmentées.  Malgré les mesures prises pour limiter l'inflation, celle-ci a atteint le taux le plus élevé de l'histoire du pays. D'autre part, López a cherché à améliorer les conditions de vie des paysans, en renforçant les conditions internes de l'économie agricole pour maintenir cette population dans son milieu, ce qui a eu pour effet d'entraîner une augmentation de 16 % de la production agricole.
En 1982, il espère être à nouveau élu à la Présidence de la République, après s'être officiellement déclaré candidat lors de la Convention de Medellín en septembre 1981, mais il est battu par le candidat conservateur Belisario Betancur Cuartas. Malgré cette défaite, il n'a pas renoncé à son activité politique et a continué d'intervenir dans la politique colombienne comme chef du camp libéral.
Dans les dernières années de sa vie, il s'est très impliqué dans la recherche d'un accord humanitaire avec les guérilleros des Forces armées révolutionnaires de Colombie (FARC-marxiste).